# Mitsuaki Madono
Mitsuaki Madono (真殿 光昭?, Madono Mitsuaki; Osaka, 28 luglio 1964) è un doppiatore giapponese. È particolarmente riconosciuto per il doppiaggio di ruoli di personaggi "burloni" come Joker in Rekka no honō. È affiliato con la Aoni Production.

## Filmografia parziale

### Anime
- Addicted to Curry - Makito Koenji
- Air Gear - Yoshitsune
- Angelique - Charlie
- Bakuretsu Hunter - Marron Glace
- Bleach - Kon
- Bomberman B-Daman Bakugaiden - Kiirobon
- Buso Renkin - Koshaku Chono (Papillon)
- Code Geass: Lelouch of the Rebellion - Kaname Ohgi
- D.Gray-man - Cell Roron
- Digimon Xros Wars - Neptunemon
- Dragon Ball Kai - Sharpner
- Fate/Stay Night (TV) - Issei Ryūdō[1]
- Flame of Recca - Joker
- Gantz - Hajime Muroto
- GetBackers - Emishi Haruki
- Gintama - Kamotaro Itou
- Go! Princess Pretty Cure - Close.
- Guyver the Bioboosted Armor (TV series) - Murakami Masaki
- Hajime no Ippo - Umezawa Masahiko
- High School Girls - Professor Odagiri
- Inuyasha - Kuroi Tessaiga - Byakuya
- Inuyasha The Final Act - Byakuya
- Jang Geum's Dream - Jang Soo Ro
- Kotencotenco (Chairman)
- MÄR: Märchen Awakens Romance (Task. 39) - Nanashi
- Mila e Shiro - Il sogno continua (New Attacker You!) - Shiro Takiki
- Monsters: 103 Passioni Inferno del Dragone - D.R.
- Nadesico - Ken Tenku (Gekiganger 3), Sadaaki Munetaki
- Night Trap (Jeff Martin)
- Ninku - Aicho
- One Piece - Scratchmen Apoo, Satch
- PPG Z - Superchicche alla riscossa - Ace
- Project ARMS - Lt. Karl Higgins
- Ranma ½ - Daihakusaei, Toma
- Rurouni Kenshin (2023) - Kanryu Takeda
- Saiunkoku Monogatari - Kou Reishin
- Sakura Diaries - Toma Inaba
- Samurai Deeper Kyo - Chinmei
- Shijō Saikyō no Deshi Kenichi - Siegfried
- Chi ha bisogno di Tenchi? (OVA 2 e GXP) - Seiryo Tennan
- The King of Braves GaoGaiGar, The King of Braves GaoGaiGar Final - Soldato J/Pizza
- Mujin wakusei Survive - Kaoru
- Valkyrie Profile e Valkyrie Profile: Lenneth - Loki
- The Vision of Escaflowne - Gatti
- X (serie animata televisiva) - Sorata Arisugawa
- YuYu Hakusho - Mitsunari Yanagisawa, Zeru, Kujo
- Sakura Diaries - Toma Inaba

### Videogiochi
- Advance Guardian Heroes (Han Samuel)
- Baten Kaitos Origins (Shanath)
- BlazBlue: Cross Tag Battle (Tohru Adachi)
- Code of Princess (Shooting Star Tsukikage)
- Crash Nitro Kart (Nash)
- Dragon Ball Z: Burst Limit (Tenshinhan)
- Dragon Ball Z: Infinite World (Tenshinhan)
- Dragon Ball: Revenge of King Piccolo (Tenshinhan)
- Dragon Ball Z: Kakarot (Sharpner)
- Eternal Sonata (Chopin)
- Fate/stay night [Realta Nua] (Issei Ryudo)
- Fate/hollow ataraxia (Issei Ryudo)
- Fate/Grand Order (Caster/Chen Gong)
- Guardian Heroes (Han Samuel)
- JoJo's Bizarre Adventure (Noriaki Kakyoin, Rubber Soul, Gray Fly, Forever, Steely Dan)
- JoJo's Bizarre Adventure: All Star Battle (Josuke Higashikata (JoJolion))
- JoJo's Bizarre Adventure: Eyes of Heaven (Josuke Higashikata (JoJolion))
- JoJo's Bizarre Adventure: All Star Battle R (Josuke Higashikata (JoJolion))
- Mana Khemia: Alchemists of Al-Revis (Tony Eisler)
- Mana Khemia 2: Fall of Alchemy (Tony Eisler)
- Persona 4 (Tohru Adachi)
- Persona 4 Arena Ultimax (Tohru Adachi)
- Persona 4: Dancing All Night (Tohru Adachi)
- Psychic Force (Burn Griffiths e Richard Wong)
- Psychic Force Puzzle Taisen (Burn Griffiths e Richard Wong)
- Psychic Force 2012 (Burn Griffiths e Richard Wong)
- Shin Megami Tensei: Devil Survivor 2 - Record Breaker (Yuzuru Akie)
- Sly Raccoon (Bentley)
- Sly 2: La banda dei ladri (Bentley)
- Super Robot Wars (Soldato J/Pizza)
- Tales of Innocence (Hasta Extermi)